# Reserva Biológica do Sassafrás
A Reserva Biológica do Sassafrás é uma reserva biológica brasileira localizada no estado do Santa Catarina, situada entre os municípios de Benedito Novo e Doutor Pedrinho. A reserva é importante na proteção da espécie arbórea popularmente conhecida como canela-sassafrás (Ocotea odorifera), uma árvore muito explorada no início do século XX em função da qualidade da madeira e de seu óleo que possui o princípio ativo safrol. A reserva também possui elevado número de nascentes que alimentam rios locais que desembocam no importante rio Itajaí. A flora é característica de zona de transição entre a Floresta Ombrófila Densa e a Floresta Ombrófila Mista. A fauna abriga animais como antas e queixadas entre várias espécies de aves.

## O problema do marco temporal das terras indígenas
Em 2019, com o julgamento do Recurso Extraordinário 1.017.365 o reconhecimento da área está em disputa, ela é reclamada por indígenas do povo Xoclengues. O STF reconheceu "repercussão geral" ao caso, o que significa que aquilo que vier a ser decidido determinará precedente para todo o judiciário brasileiro. Por decisão do ministro relator do processo, Edson Fachin, todos os processos sobre demarcações de terras indígenas foram suspensos até o fim da pandemia de Covid-19 ou até o julgamento final de recurso extraordinário.